# Quai Panhard et Levassor
Der Quai Panhard et Levassor ist ein Kai am Seineufer im 13. Arrondissement von Paris.

## Lage
Die Uferstraße beginnt an der Pont National und führt oberhalb der Hafenanlage Port de Tolbiac zur Pont de Tolbiac.

## Namensursprung
Der Name geht auf René Panhard (1841–1908) und Émile Levassor (1843–1897) zurück, französische Ingenieure und Industrielle, Gründer der Automobilmarke Panhard & Levassor und Erbauer der ersten benzinbetriebenen Fahrzeuge.

## Geschichte
Der Kai, der 1670 als Straße existierte, wurde später ein Abschnitt der Nationalstraße Nr. 19 und dann der Departementstraße Nr. 22. Die Straße, die früher Teil des Quai de la Gare zwischen dem Boulevard Masséna und der Rue de Tolbiac war, erhielt 1991 ihren heutigen Namen.

## Sehenswürdigkeiten
- Nr. 3: Die École nationale supérieure d’architecture de Paris-Val de Seine (ENSA Paris-Val de Seine) ist zum Teil in der ehemalige Usine de la Société urbaine d’air comprimé[2] (1891, Ingenieur Joseph Leclaire und Architekt Guy Lebris) und andererseits in einem siebenstöckigen Neubau (2007, Architekt und Projektleiter Frédéric Borel) untergebracht.
- Nr. 59: Das Gelände der ehemaligen Grands Moulins, das unter anderem eine Bibliothek und die Cafeteria CROUS beherbergt, und das gegenüberliegende Gelände Halle aux Farines (Haupteingang an der Esplanade Pierre Vidal-Naquet) gehören zum Campus der Universität Paris VII.

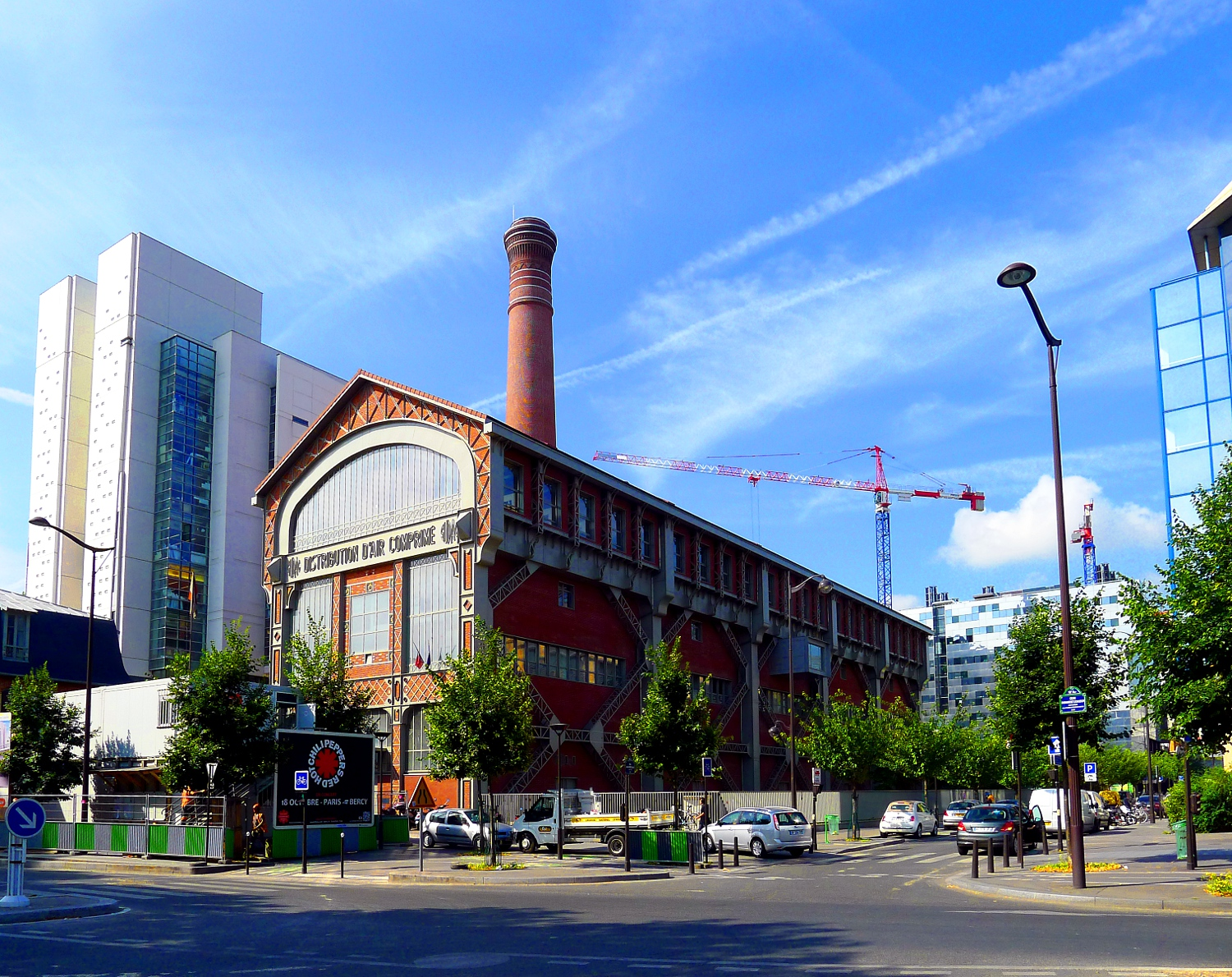
Nr. 3
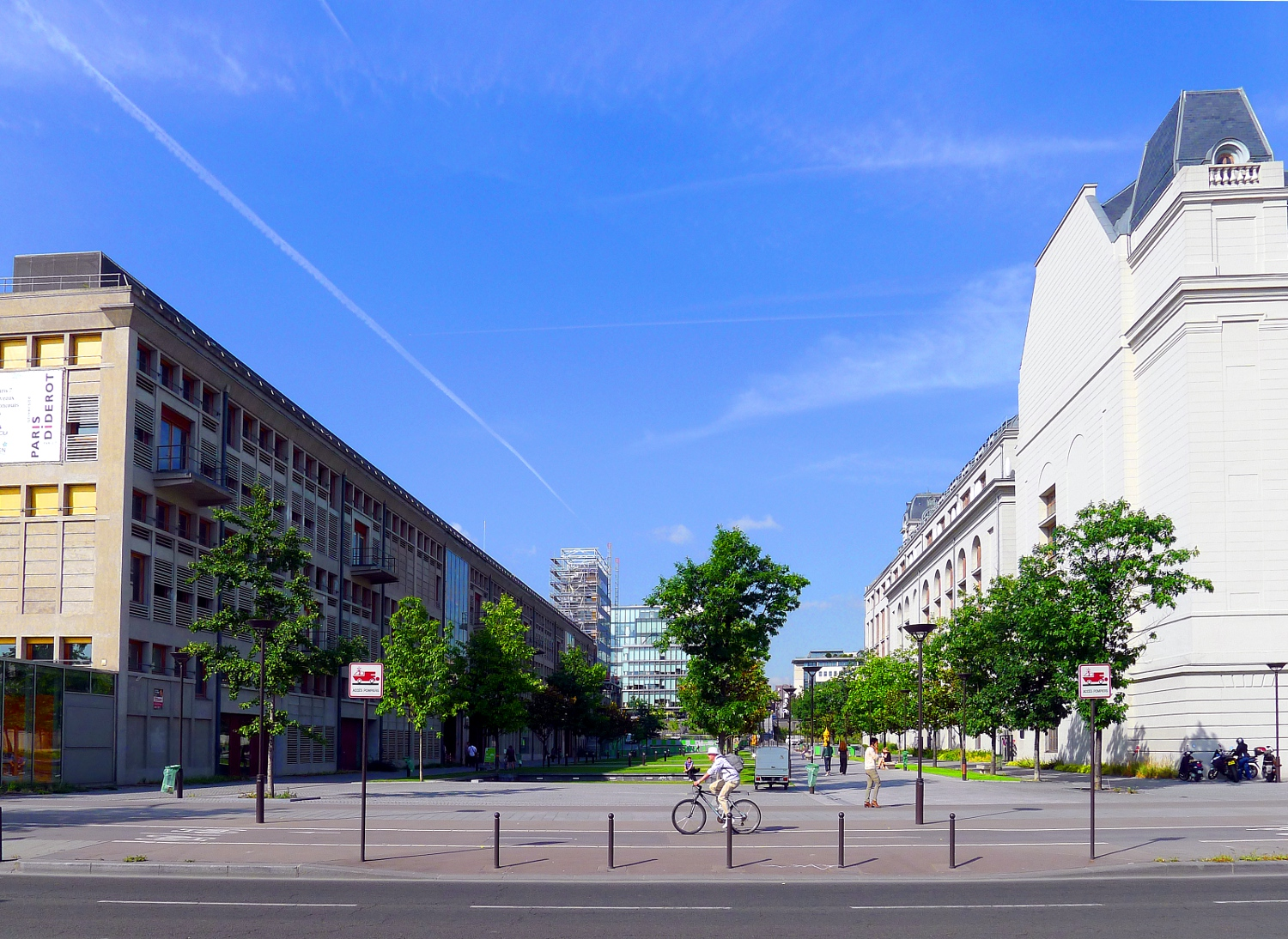
Esplanade Pierre Vidal-Naquet
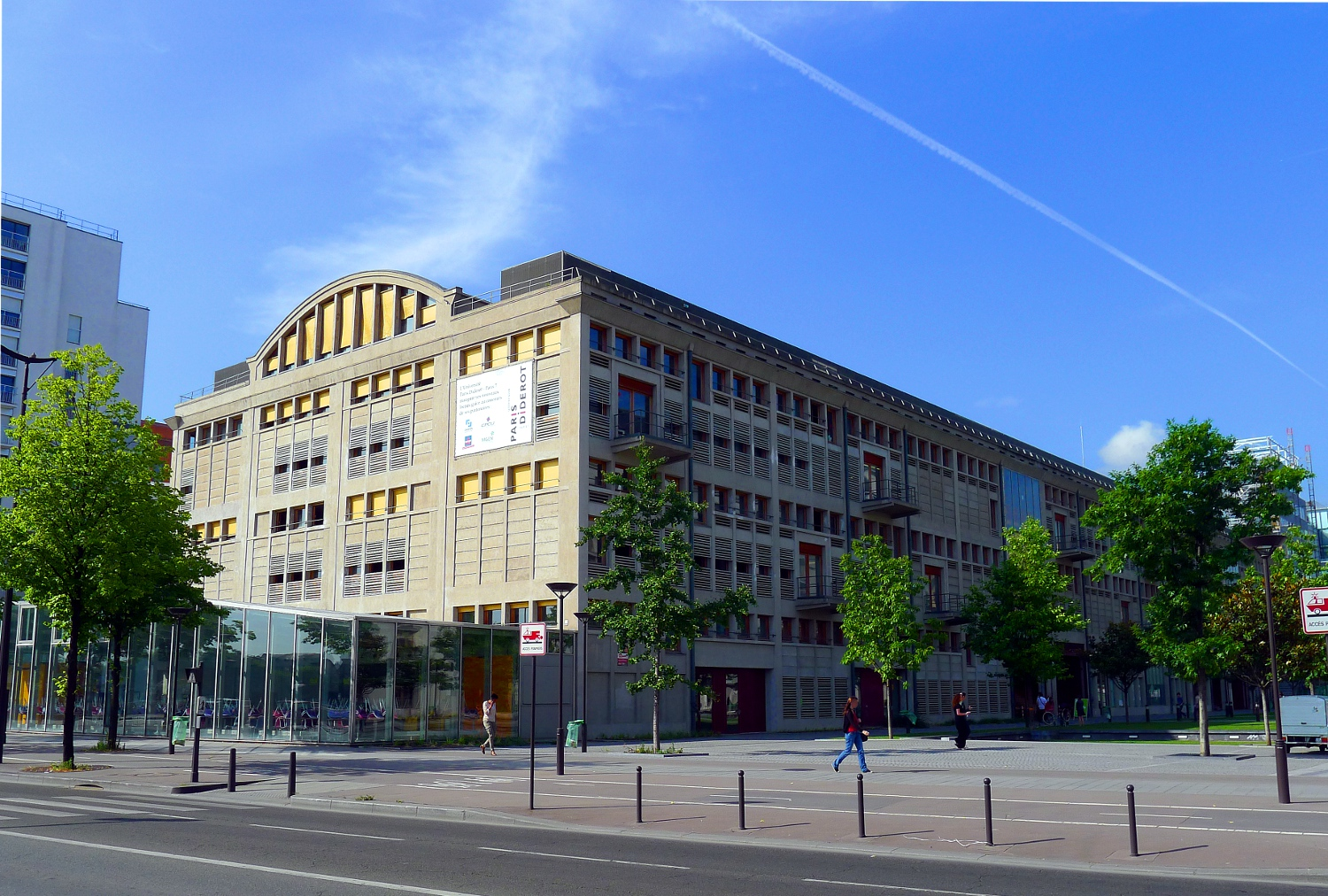
Nr. 59
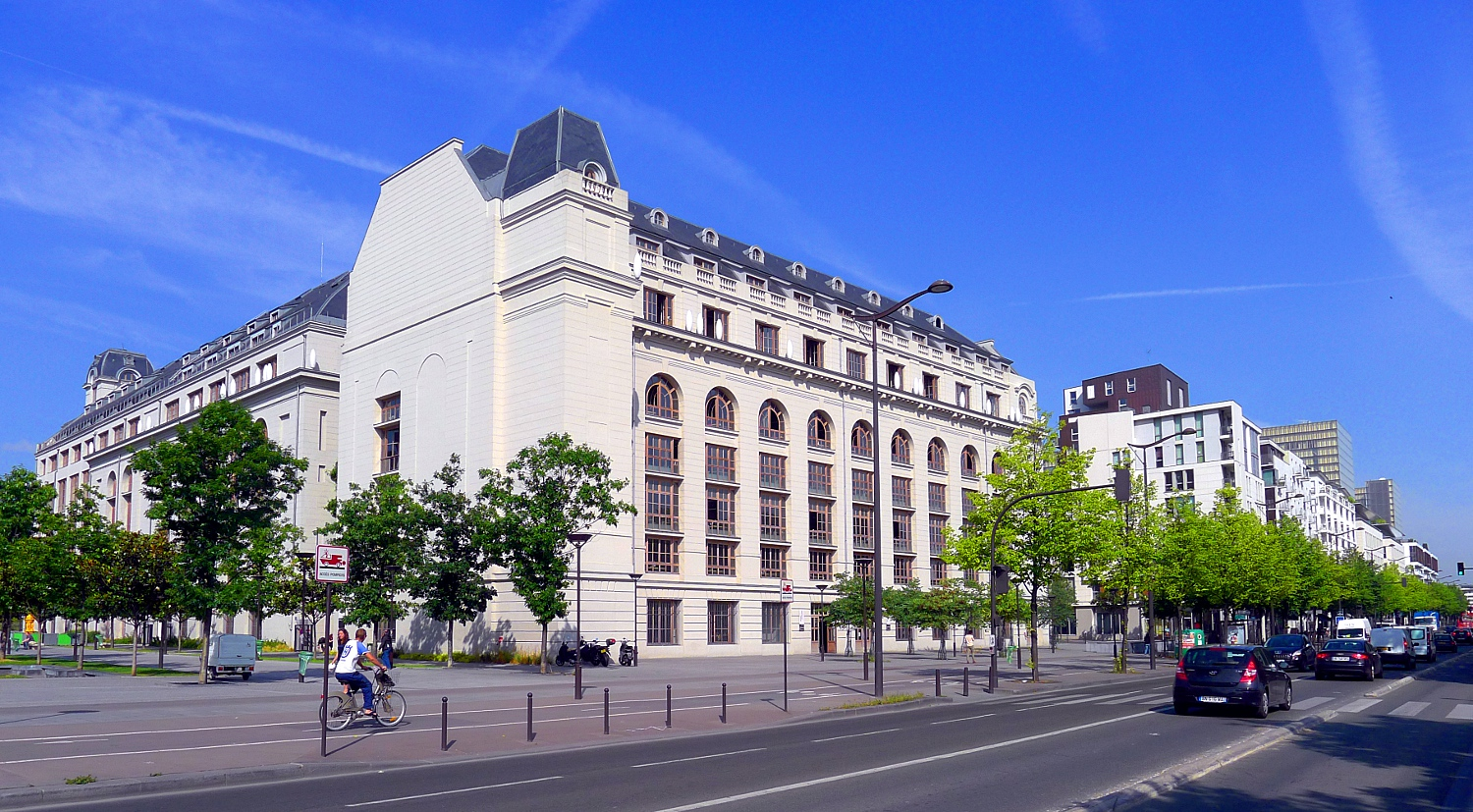
Universität Paris VII